# Resolució 2044 del Consell de Seguretat de les Nacions Unides
La Resolució 2044 del Consell de Seguretat de les Nacions Unides, adoptada per unanimitat el 24 d'abril de 2012 després de reafirmar totes les resolucions anteriors del Sàhara Occidental i en particular les resolucions 1754, 1783, 1813 i 1871 i 1920, el consell va ampliar el mandat de la Missió de Nacions Unides pel Referèndum al Sàhara Occidental (MINURSO) per un any fins al 30 d'abril de 2013.

## Contingut

### Observacions
Es va recordar a les parts i als països de la regió que cooperessin més estretament entre ells i amb l'ONU per trencar la situació de punt mort. També es preocupa per la violació dels acords existents. Mentrestant es van dur a terme quatre rondes de negociacions i debats informals, amb alguns progressos sobre desminatge.
S'ha de millorar la situació dels drets humans al Sàhara Occidental i els campaments de refugiats a Tindouf. El statu quo actual és inacceptable i cal progressar en les negociacions per millorar la vida dels habitants del Sàhara Occidental.

### Accions
El mandat de MINURSO es va ampliar fins al 30 d'abril de 2013. Les parts havien de respectar els acords militars signats amb la missió i respectar la seva seguretat i llibertat de circulació. El Consell es complau que les parts continuïn les seves converses informals amb la preparació de la cinquena ronda de negociacions.
Es va cridar a col·laborar amb més freqüència i reforçar els contactes.